# Gérygone soufrée
Gerygone sulphurea
Espèce
Statut de conservation UICN

 LC  : Préoccupation mineure
La Gérygone soufrée (Gerygone sulphurea) est une espèce de passereau de la famille des Acanthizidae.

## Habitat
Elle habite les mangroves et les forêts humides en plaine subtropicales et tropicales

## Répartition et sous-espèces
D'après Alan P. Peterson, il en existe cinq sous-espèces :
- Gerygone sulphurea sulphurea Wallace, 1864 — Delta du Mékong (région), péninsule Malaise et Indonésie
- Gerygone sulphurea muscicapa Oberholser, 1912 — Enggano
- Gerygone sulphurea flaveola Cabanis 1873 — Célèbes, Selayar et îles Banggai
- Gerygone sulphurea simplex Cabanis, 1872 — Luçon, Visayas et Palawan
- Gerygone sulphurea rhizophorae Mearns, 1905 — Mindanao et archipel de Sulu